# Perth Stadium
Le Perth Stadium, officiellement appelé Optus Stadium, est un stade situé à Perth dans la banlieue de Burswood, en Australie-Occidentale. Il a été inauguré officiellement le 21 janvier 2018. D'une capacité de plus de 60000 spectateurs, il s'agit du troisième stade le plus grand d'Australie.
Le stade est dévolue avant tout à la pratique du cricket et du football australien où s'y trouvent les clubs de West Coast Eagles, Fremantle FC et Perth Scorchers. Des rencontres de football, de rugby à XIII et de rugby à XV peuvent également s'y tenir.

## Rencontres de rugby à XIII
Le stade est parfois utilisé à des fins promotionnelles par la NRL, la fédération de rugby à XIII australienne ; le sport est peu développé en Australie-Occidentale mais attire de plus en plus de spectateurs.
Des matchs du State of Origin y sont également organisés.

## Évènements
- Coupe du monde de rugby à XV 2027
- WWE Elimination Chamber, le 24 février 2024

## Vidéographie
- Présentation du stade lors du State of Origins de 2019